# 오포초등학교
오포초등학교는 대한민국 경기도 광주시 추자동에 있는 공립 초등학교이다.

## 학교 연혁
- 1935년 10월 24일 오포공립보통학교(4년제 2학급) 개교(설립인가 8월 31일)
- 1938년 4월 1일 오포공립심상소학교로 개칭[1]
- 1941년 4월 1일 오포공립국민학교로 개칭[2]
- 1982년 3월 10일 병설유치원 개원
- 1996년 3월 1일 오포초등학교로 개칭[3]
- 1998년 7월 16일 본관 교사 신축
- 2000년 3월 6일 자체급식 실시
- 2006년 9월 1일 보육교실 신축
- 2010년 3월 24일 급식실 개소식
- 2011년 5월 3일 체육관(누리관) 개관
- 2011년 10월 1일 돌봄교실 증축(2개교실 편성)
- 2012년 2월 27일 운동장 개토(마사토 공사)
- 2013년 3월 1일 22학급 편성(특수학급 1학급 포함)
- 2013년 4월 28일 유치원 외부벽면 리모델링
- 2013년 5월 28일 운동장 확장공사
- 2013년 12월 6일 제2급식실 개소
- 2021년 3월 1일 제29대 이동섭 교장 취임
- 2022년 1월 4일 제84회 졸업식(106명)

## 참고 자료
- 오포초등학교 - 한국교육학술정보원 학교알리미